# Tortricopsis aulacois
Tortricopsis aulacois är en fjärilsart som beskrevs av Edward Meyrick 1883. Tortricopsis aulacois ingår i släktet Tortricopsis och familjen praktmalar, Oecophoridae. Inga underarter finns listade i Catalogue of Life.

## Bildgalleri

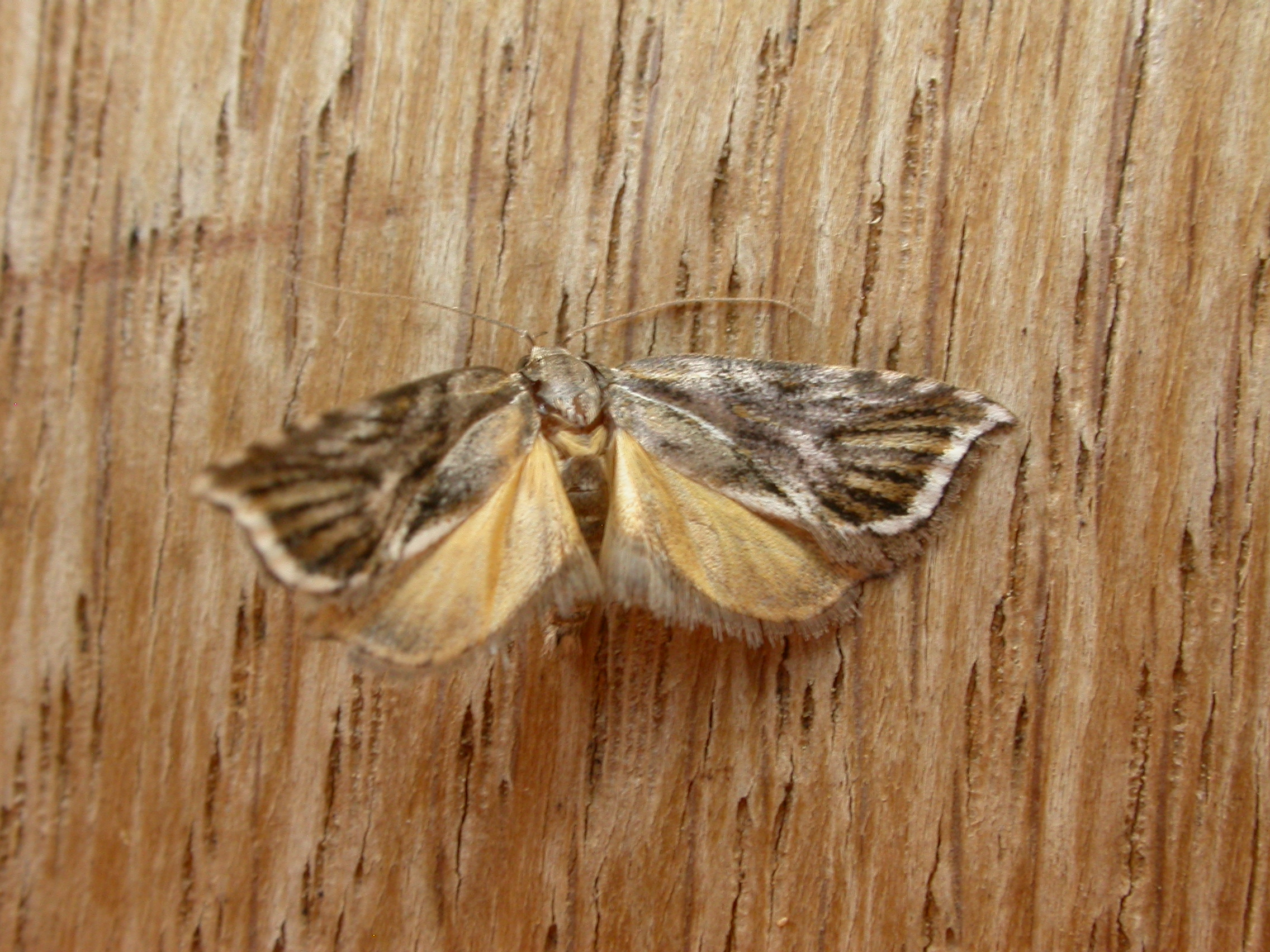